# Ruffieux
Ruffieux é uma comuna francesa na região administrativa de Auvérnia-Ródano-Alpes, no departamento de Saboia. Estende-se por uma área de 13,21 km². Em 2010 a comuna tinha 842 habitantes (densidade: 63,7 hab./km²).